# Gearbox Software
Gearbox Software, LLC es una desarrolladora de videojuegos de Estados Unidos con sede en Plano, Texas.

## Historia
Gearbox fue fundada en enero de 1999 por cinco miembros del equipo de contenido del difunto desarrollador Rebel Boat Rocker: Randy Pitchford, Brian Martel, Stephen Bahl, Landon Montgomery y Rob Heironimus. Antes de Rebel Boat Rocker, Pitchford y Martel ya habían trabajado para 3D Realms, y Montgomery en Bethesda Softworks.
Gearbox Software empezó desarrollando expansiones para Half-Life de la desarrolladora Valve. Posteriormente porteó Half-Life para consolas (incorporando en cada versión contenidos nuevos), proporcionando a la compañía la habilidad para desarrollar videojuegos para consola, además de mejorar y construir con base en la exitosa sub-franquicia Counter-Strike, la popular adaptación derivada de Half Life. Antes de Half-Life 2 , Gearbox había desarrollado o contribuido a desarrollar cada expansión de un juego o su correspondiente adaptación para consola, incluyendo  Opposing Force , Half Life: Blue Shift, Counter-Strike: Condition Zero , Half-Life para Sony PlayStation 2, Half-Life Decay y Half-Life para la Sega Dreamcast (el cual incluyó Half-Life: Blue Shift). 
Al trabajar con otros editores, Gearbox persiguió trabajos adicionales, cada juego era entregado con contenido adicional, pero esta vez desde las consolas al PC. Estos proyectos incluyeron Tony Hawk's Pro Skater 3 (el primer juego de Gearbox no relacionado con los shooters en primera persona) y Halo: Combat Evolved , forjando nuevas relaciones con Activision y Microsoft Game Studios, respectivamente. Un nuevo desarrollo, en forma de un juego de PC de la franquicia James Bond (James Bond 007: Nightfire) para Electronic Arts, también se produjo durante los primeros 5 años de vida de la compañía.
En 2005, Gearbox Software lanzó un juego original de su creación: Brothers in Arms. Con el lanzamiento de Brothers in Arms: Road to Hill 30 para la Xbox, PC y Playstation 2. Más tarde, ese año, una secuela (Brothers in Arms: Earned in Blood) se puso en marcha. Además de ganar numerosos premios, ambos juegos han alcanzado el tope de las listas de ventas. En 2006, el desarrollo de la tercera entrega titulada Brothers in Arms: Hell's Highway fue anunciada (más tarde publicada en 2008).
En 2007, hubo un proyecto cuyo juego iba a estar basado en la película "Heat", pero más tarde el presidente de Gearbox, Randy Pitchford, mencionó en una entrevista en línea que el desarrollo de Heat (juego que aún no había comenzado como socio de desarrollo) se había ido a pique. Después, Sega haría un anuncio para que Gearbox creara una nueva versión de juegos musicales llamada Samba de Amigo para Wii.
En 2008, Sega anunció la licencia de la franquicia Aliens y un acuerdo de desarrollo con Gearbox Software para crear Aliens: Colonial Marines. También en 2008, el presidente de Gearbox, Randy Pitchford, había anunciado que la compañía estaba trabajando en otro título sin previo aviso, dando a entender que era "enorme": se rumoreaba que estaban en el desarrollo de Duke begins.

## Series de videojuegos

### Half-Life
Gearbox ha desarrollado un total de seis títulos de la serie Half-Life: Half-Life: Opposing Force y Half-Life: Blue Shift (expansiones); ports de Half-Life para Dreamcast (incluyendo Half-Life: Blue Shift) y Half-Life para PlayStation 2 (incluyendo Half-Life: Decay). Además hicieron parte del trabajo en las versiones retail de Counter-Strike y la mayor parte del trabajo de la campaña de un jugador de Counter-Strike: Condition Zero.

### Brothers in Arms
Durante su cuarto año (2003), Gearbox comenzó a desarrollar en secreto un videojuego de creación propia: Brothers In Arms: Road to Hill 30, desarrollado para PC y Xbox, usando el motor gráfico Unreal Engine 2. Dicho juego fue lanzado en marzo de 2005. Su secuela, Brothers in Arms: Earned in Blood, fue lanzado tan solo siete meses después. La saga fue publicada por Ubisoft, quien además realizó la conversión para PlayStation 2, y más tarde ayudó a Gearbox a desarrollar los videojuegos de la saga Brothers in Arms para sistemas portátiles (teléfonos móviles, PlayStation Portable y Nintendo DS) y también para Wii.
En 2005, Gearbox compró una licencia de Unreal Engine 3 a Epic Games, para reemplazar al antiguo Unreal Engine 2 que había sido usado en anteriores entregas, para poder satisfacer sus necesidades y poder desarrollar videojuegos de última generación. Brothers in Arms: Hell's Highway fue el primer título anunciado para continuar con la franquicia insignia de la empresa.
Brothers in Arms Hell's Highway fue lanzado en septiembre de 2008. En 2008, la franquicia Brothers in Arms además tuvo un cómic, un documental televisivo, una línea de figuras de acción, una novela y un libro histórico de no ficción.

### Borderlands
Tras finalizar el desarrollo de Brothers in Arms: Earned in Blood, Gearbox comenzó a trabajar en su segundo título propio, Borderlands. Revelado inicialmente en la edición de septiembre de 2006 de Game Informer, Borderlands fue descrito como 'Mad Max conoce a Diablo', y su estilo de juego como FPS-conoce a-RPG. Fueron mostradas además varias capturas de su estilo gráfico, así como imágenes de 3 de los personajes elegibles. La prensa especializada visionó el juego en la feria Europea GamesCom en 2007, y de nuevo en GamesCom y en el E3 de 2008. A principios de 2009, Gearbox reveló a la revista PC Gamer que habían cambiado el estilo artístico y habían añadido un cuarto personaje elegible. Lanzado el 20 de octubre de 2009, Borderlands es considerado un "juego de disparos de rol" (una mezcla entre un videojuego de disparos en primera persona y un juego de rol), desarrollado en Unreal Engine 3.
El 3 de agosto de 2011 se anunció que la secuela de Borderlands, Borderlands 2, estaba en desarrollo.

## Tecnología
Gearbox ha desarrollado juegos usando motores gráficos preexistentes en varios proyectos, incluyendo GoldSrc, RenderWare, Halo de Bungie, Unreal 2 y Unreal 3. Además, ha desarrollado videojuegos para varias plataformas, incluyendo PC, Dreamcast, PlayStation 2, Xbox, PlayStation Portable, Nintendo DS, Xbox 360, PlayStation 3, Wii y Microsoft Windows.
En 2006, Gearbox se asoció con Intel y Dell para que les proveyeran de ordenadores de desarrollo y tecnología.
En junio de 2007, Gearbox compró Moven, un sistema de captura de movimiento que utiliza tecnología de inercia no óptica, para ampliar su sistema Vicon de captura de movimiento óptico, convirtiéndose así en uno de los pocos estudios independientes que poseen dos sistemas de captura de movimiento propios. 
En febrero de 2008, se anunció que Gearbox había licenciado su software de morfología NaturalMotion.

## Testeo
A finales de 2008, Gearbox Software empezó a hacer pruebas internas de concentración en sus proyectos actuales. Kotaku.com publicó un enlace a la aplicación el 13 de noviembre de 2008. Jugadores de Dallas tuvieron la oportunidad de visitar sus oficinas en Plano, Texas, y jugar un juego aún sin lanzar para dar su opinión.

## Videojuegos desarrollados
- Half-Life: Opposing Force – PC expansión (octubre de 1999, publicado por Sierra Entertainment/Vivendi Games).
- Half-Life – Dreamcast (inédito, disponible en PC) – incluye Half-Life: Blue Shift.
- Counter-Strike – PC (noviembre de 2000, publicado por Sierra Entertainment/Vivendi Games) – versión al por menor, desarrollado en colaboración con Valve Software – incluye Half-Life: Opposing Force CTF
- Half-Life: Blue Shift – PC expansión (julio de 2001, publicado por Sierra Entertainment/Vivendi Games) – incluye Half-Life High Definition Pack y Half-Life: Opposing Force
- Half-Life – PlayStation 2 (noviembre de 2001, publicado por Sierra Entertainment/Vivendi Games) – Incluye Half-Life: Decay.
- Half-Life: Decay – PC expansión (inédito, disponible en on PS2). Unofficial PC port exists.
- Tony Hawk's Pro Skater 3 – PC (octubre de 2002, publicado por Activision) – Co-developed with Neversoft.
- James Bond 007: Nightfire – PC (noviembre de 2002, publicado por Electronic Arts).
- Halo: Combat Evolved – PC, Mac (septiembre de 2003, publicado por Microsoft Game Studios) – Co-developed with Bungie Studios.
- Counter-Strike: Condition Zero – PC (marzo de 2004, publicado por Sierra Entertainment/Vivendi Games) – Co-developed with Valve Software, Ritual Entertainment y Turtle Rock Studios
- Halo: Custom Edition – PC (mayo de 2004, publicado por Microsoft Game Studios)
- Brothers In Arms: Road to Hill 30 – PC, Xbox, PlayStation 2 (marzo de 2005, publicado por Ubisoft)
- Brothers in Arms: Earned in Blood – PC, Xbox, PlayStation 2 (octubre de 2005, publicado por Ubisoft)
- Brothers in Arms: Earned in Blood – Mobile Phones (octubre de 2005, publicado por Ubisoft) – codesarrollado con Gameloft
- Brothers in Arms: D-Day – PSP (diciembre de 2006, publicado por Ubisoft) – Co-developed with Ubisoft
- Brothers in Arms DS – Nintendo DS (junio de 2007, publicado por Ubisoft) – Co-developed with Gameloft
- Brothers in Arms (N-Gage 2.0) – Nokia Mobile Phones (noviembre de 2007, publicado por Ubisoft) – Co-developed with Gameloft
- Brothers in Arms: Art of War – Mobile Phones (marzo de 2008, publicado por Ubisoft) – Co-developed with Gameloft
- Samba de Amigo — Wii (23 de septiembre de 2008, publicado por Sega)[6] – Co-developed with Escalation Studios
- Brothers in Arms: Double Time – Wii (septiembre de 2008, publicado por Ubisoft) – Co-developed with Demiurge Studios
- Brothers in Arms: Hell's Highway – PC, Xbox 360, PlayStation 3 (septiembre de 2008, publicado por Ubisoft)
- Brothers in Arms: Hour of Heroes – iPhone OS (diciembre de 2008, publicado por Ubisoft) – Co-developed with Gameloft
- Borderlands – PC, Xbox 360, PlayStation 3 (octubre de 2009, publicado por 2K Games)
- Brothers in Arms: Global Front – iPhone OS (febrero de 2010, publicado por Ubisoft) – codesarrollado con Gameloft
- Duke Nukem Forever - PC, Xbox 360, PlayStation 3 (junio de 2011)
- Borderlands 2 - PC, Xbox 360, PlayStation 3 (septiembre de 2012); PlayStation Vita (mayo de 2014); Xbox One, PlayStation 4 (marzo de 2015).
- Alien: Colonial Marines - PC, Xbox 360, PlayStation 3, Nintendo Wii U (febrero de 2013)
- Borderlands: The Pre-Sequel - PC, Xbox 360, PlayStation 3 (octubre de 2014); Xbox One, PlayStation 4 (marzo de 2015)

Recopilaciones de juegos que incluyen juegos de Gearbox Software:
- Half-Life Platinum Collection – PC (noviembre de 2000, publicado por Sierra Entertainment/Vivendi Games) – Incluye Half-Life: Opposing Force, y Counter-Strike
- Half-Life Platinum Pack – PC (agosto de 2002, publicado por Sierra Entertainment/Vivendi Games) – Incluye Half-Life: Opposing Force, Half-Life: Blue Shift, y Counter-Strike
- The Movie Collection – PC (octubre de 2003, publicado por Electronic Arts) – Incluye James Bond 007: Nightfire
- Counter-Strike – Xbox (noviembre de 2003, publicado por Microsoft Game Studios) – Incluye content developed by Gearbox for Counter-Strike y Counter-Strike: Condition Zero
- EA Games Collection – PC (septiembre de 2004, publicado por Electronic Arts) – Incluye James Bond 007: Nightfire
- Half-Life 1 Anthology – PC (septiembre de 2005, publicado por Valve Software/Electronic Arts) – Incluye Half-Life: Opposing Force, y Half-Life: Blue Shift
- Counter-Strike 1 Anthology – PC (septiembre de 2005, publicado por Valve Software/Electronic Arts) – Incluye Counter-Strike y Counter-Strike: Condition Zero
- Valve Complete Pack (en línea a través de Steam) – incluye Half-Life: Opposing Force, Half-Life: Blue Shift, Counter-Strike y Counter-Strike: Condition Zero
- Counter-Strike Complete (en línea a través de Steam) – incluye Counter-Strike y Counter-Strike: Condition Zero
- Half-Life Complete (en línea a través de Steam) – Incluye Half-Life: Opposing Force y Half-Life: Blue Shift
- Borderlands: The Handsome Collection - Incluye Borderlands 2 y Borderlands: The Pre-Sequel (Xbox One y PlayStation 4, marzo de 2015)